# Rießersee
Le Rießersee est un lac situé à Garmisch-Partenkirchen en Bavière, dans le Sud de l'Allemagne.

## Géographie
Le lac est situé au sud de Garmisch, dans le massif du Wetterstein.

## Sport
Le Rießersee est utilisé pour les sports de glace. Il accueille par exemple les épreuves de patinage de vitesse, de hockey sur glace et d'eisstock lors des Jeux olympiques d'hiver de 1936. Une piste de bobsleigh située près du lac est le site d'importantes compétitions, dont les Jeux olympiques de 1936 et plusieurs championnats du monde, entre 1910 et 1966. Elle a une longueur de 1 525 mètres, une dénivellation de 129 mètres, une pente moyenne de 8,459 % et contient 14 courbes.